# Mercedes-Benz M 198
Der Mercedes-Benz M 198 ist ein Ottomotor der Daimler-Benz AG, der von 1954 bis 1961 gebaut wurde. Er gilt als der erste Pkw-Viertaktmotor mit Benzindirekteinspritzung. Konstruiert wurde er von Hans Scherenberg.

## Technik
Der M 198 ist ein flüssigkeitsgekühlter Sechszylinder-Reihenmotor mit Gegenstromzylinderkopf. Der Kraftstoff wird direkt in die Brennräume eingespritzt. Die Zylinder sind in einem Winkel von etwa 50° geneigt, Ansaugkrümmer und Abgaskrümmer sind ungefähr halbkreisförmig über der Kurbelgehäuseachse angeordnet. Es wird eine Trockensumpfschmierung verwendet. Je Zylinder hat der Motor ein Ein- und ein Auslassventil, sie werden von einer obenliegenden, duplexkettengetriebenen Nockenwelle über Schlepphebel betätigt.
Der Aufbau des Brennraumes ähnelt dem des M 186. Der Zylinderblock ist an seinem oberen Ende abgeschrägt, der Zylinderkopf ist an der Unterseite eben und so schräg in einem Winkel von etwa 289° zur Zylinderachse auf den Block aufgesetzt. Der Brennraum ist etwa halbkugelförmig und ragt seitwärts über den Zylinder hinaus; er ist jedoch sehr kompakt. Der Kolben ist nach einer Seite über etwas mehr als die halbe Zylinderbohrung dachförmig ausgebildet und bildet so einen Quetschspalt. Das Einlassventil liegt zum großen Teil in diesem Quetschspalt. Die Spalthöhe ist an jenen Stellen sehr gering, wo der dachförmige Kolbenboden und Einlassventilteller den Quetschspalt bilden. Die in einem Winkel von etwa 102° zur Zylinderachse liegende Einspritzdüse ist genau auf die Quetschströmung ausgerichtet, die Zündkerze ist schräg von oben in einem Winkel von etwa 147° zur Zylinderachse in den Zylinderkopf eingebaut und ragt so in den Brennraum, dass sie nah am Auslassventil ist.
Der M 198 wird in jedem Lastzustand nahezu mit gleichem Verbrennungsluftverhältnis betrieben, das Drehmoment wird wie bei einem Vergasermotor über die Menge (Quantitätsänderung) des erzeugten Kraftstoff-Luftgemisches eingestellt. Um ausreichend Zeit für die Gemischhomogenisierung bereitzustellen, wird bereits in den Ansaughub eingespritzt. Geregelt wird die Einspritzmenge durch die Kurbelwellendrehzahl sowie den Saugrohrunterdruck über einen Klappenstutzen. Bei der Einspritzung wird Kraftstoff gezielt auf heiße Stellen wie Auslassventil und Kolbenboden gespritzt, um diese Teile zu kühlen, was die Leistung ungeachtet des Kraftstoffverbrauches verbessert. Um niedrigen Luftdruck bei großen Höhen auszugleichen, hat die Einspritzpumpe eine barometrische Dose, die bei abnehmendem Luftdruck die Einspritzmenge korrigiert.
Zulieferer des Klappenstutzens, der Sechsstempel-Reiheneinspritzpumpe mit Leckölsperre und der nach außen öffnenden Einspritzdüsen ohne Leckleitung war Bosch. Diese Teile entsprachen vom Prinzip den Komponenten, die bereits in den Zweitaktmotoren der Kleinwagen von Goliath und Gutbrodt verwendet worden waren.

## Technische Daten
| Kenngrößen                  | M 198                                                                                             |
| Motorbauart                 | Reihensechszylindermotor (Otto)                                                                   |
| Gemischaufbereitung         | Benzindirekteinspritzung, mechanische Regelung, Sechsstempeleinspritzpumpe, Einspritzdruck 45 bar |
| Hubraum                     | 2996 cm3                                                                                          |
| Bohrung × Hub               | 85 mm × 88 mm                                                                                     |
| Nennleistung (DIN 70020)    | 158 kW (215 PS) bei 5800 min−1                                                                    |
| Max. Drehmoment (DIN 70020) | 280 N·m bei 4600 min−1                                                                            |
| Ventilsteuerung             | 2 hängende Ventile je Zylinder, obenliegende Nockenwelle, Antrieb durch Duplex-Rollenkette        |
| Motorschmierung             | Trockensumpfschmierung                                                                            |
| Quelle                      | [ vB 3 ]                                                                                          |

Drehzahldiagramm
Quelle: